# Evelin Jahl
Pour les articles homonymes, voir Jahl.
Evelin Jahl, née Schlaak le 28 mars 1956 à Annaberg-Buchholz, est une athlète allemande, lanceuse de disque, qui concourait pour la République démocratique allemande. Elle a été deux fois championne olympique : la première fois en 1976 à Montréal sous son nom de naissance Evelin Schlaak puis en 1980 à Moscou, elle défendit son titre avec succès.
Sa victoire olympique de 1976 fut le début de son avènement. Lors de cette compétition, elle battit à la surprise générale la détentrice du record du monde et invaincue depuis trois ans Faina Melnik.
En 1978, elle établit un nouveau record du monde et devint championne d'Europe. En 1980, avant les jeux, elle améliora encore le record du monde.
Elle se retira de la compétition en 1982 après une blessure.

## Palmarès

### Jeux olympiques
- Jeux olympiques de 1976 à Montréal ( Canada) 
  -  Médaille d'or au lancer du disque
- Jeux olympiques de 1980 à Moscou ( Union soviétique) 
  -  Médaille d'or au lancer du disque

### Championnats d'Europe d'athlétisme
- Championnats d'Europe d'athlétisme de 1978 à Prague ( Tchécoslovaquie)
  -  Médaille d'or au lancer du disque